# Địa tô tư bản chủ nghĩa

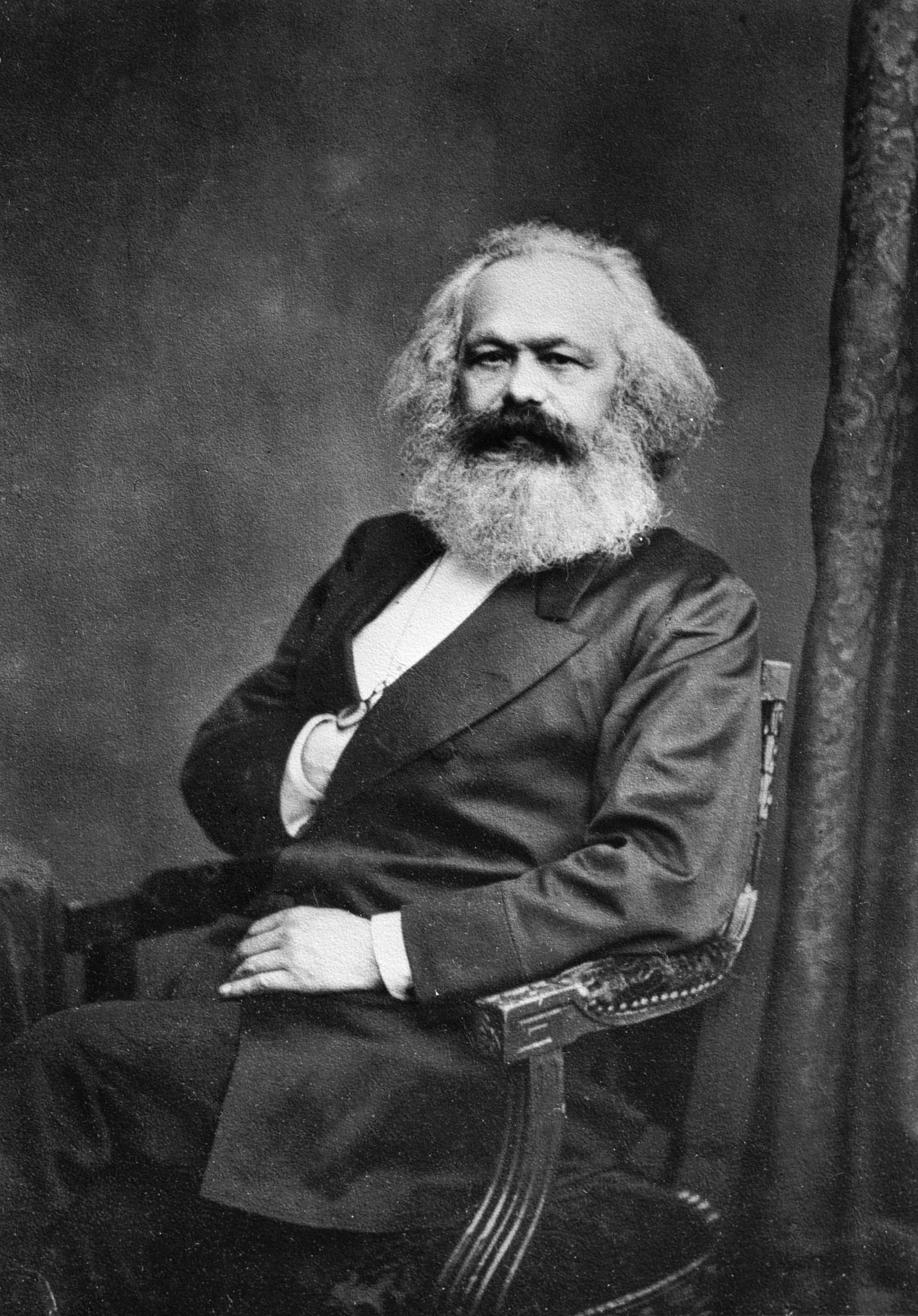
Mác

Địa tô tư bản chủ nghĩa là bộ phận lợi nhuận siêu ngạch ngoài lợi nhuận bình quân của tư bản đầu tư trong nông nghiệp (tư bản nông nghiệp) do công nhân nông nghiệp tạo ra mà nhà tư bản kinh doanh nông nghiệp phải nộp địa tô cho địa chủ với tư cách là kẻ sở hữu ruộng đất.

## Tổng quan
Trong quá trình sản xuất, nhà tư bản kinh doanh nông nghiệp phải thuê, mướn ruộng đất của địa chủ và thuê công nhân để tiến hành sản xuất. Do đó nhà tư bản phải trích một phần giá trị thặng dư do công nhân tạo ra để trả cho chủ đất dưới hình thức địa tô. Nhưng giai cấp tư sản vẫn bóc lột người công nhân để tạo ra giá trị thặng dư, một phần sẽ nộp cho địa chủ và phần còn lại, nhà tư bản chiếm không.
Giá cả ruộng đất là hình thức địa tô tư bản hoá. Bởi ruộng đất đem lại địa tô, tức là đem lại một thu nhập ổn định bằng tiền nên nó được xem như một loại tư bản đặc biệt. Còn địa tô chính là lợi tức của tư bản đó. Do vậy giá cả ruộng đất chỉ là giá mua địa tô do ruộng đất mang lại theo tỷ suất lợi tức hiện hành. Nó tỷ lệ thuận với địa tô và tỷ lệ nghịch với tỷ suất lợi tức tư bản gửi vào ngân hàng.
Địa tô tư bản chủ nghĩa có các hình thức là địa tô chênh lệch, địa tô tuyệt đối và địa tô độc quyền.
Địa tô tư bản chủ nghĩa có điểm giống với địa tô phong kiến thông thường đó đều là kết quả của bóc lột đối với người lao động và quyền sở hữu ruộng đất được thực hiện về mặt kinh tế (bóc lột trên cơ sở ruộng đất, gắn với ruộng đất).
Tuy vậy có nó khác ở chỗ địa tô phong kiến phản ánh mối quan hệ đơn thuần giữa hai giai cấp địa chủ và nông dân, trong khi địa tô tư bản chủ nghĩa biểu hiện quan hệ tay ba giữa ba giai cấp trong xã hội là địa chủ, tư bản kinh doanh nông nghiệp và công nhân nông nghiệp. Bên cạnh đó, địa tô phong kiến gồm toàn bộ sản phẩm thặng dư do nông dân tạo ra, đôi khi cả một phần sản phẩm tất yếu. Trong khi địa tô tư bản chủ nghĩa là một phần giá trị thặng dư do công nhân nông nghiệp tạo ra (một phần giá trị thặng dư chuyển thành lợi nhuận cho tư bản công nghiệp).

## Địa tô chênh lệch
Địa tô chênh lệch là phần lợi nhuận siêu ngạch ngoài lợi nhuận bình quân thu được trên ruộng đất có điều kiện sản xuất thuận lợi hơn. Nó là số chênh lệch giữa giá cả sản xuất chung được quyết định bởi điều kiện sản xuất trên ruộng đất xấu nhất và giá cả sản xuất cá biệt trên ruộng đất tốt và trung bình (ký hiệu Rc1).
Trong quá trình sản xuất, phần lợi nhuận siêu ngạch hình thành do canh tác trên đất tốt và trung bình tồn tại thường xuyên, tương đối ổn định và chuyển hóa thành địa tô chênh lệch. Nông nghiệp có một số đặc điểm khác với công nghiệp, như số lượng ruộng đất bị giới hạn, độ màu mỡ tự nhiên và vị trí địa lý của ruộng đất không giống nhau, các điều kiện thời tiết, khí hậu của địa phương ít biến động, nhu cầu hàng hóa nông phẩm ngày càng tăng.
Do đó, xã hội buộc phải canh tác trên cả ruộng đất xấu nhất (về độ màu mỡ và vị trí địa lý). Vì vậy mà giá cả của hàng hóa nông phẩm được hình thành trên cơ sở điều kiện sản xuất xấu nhất chứ không phải ở điều kiện trung bình như trong công nghiệp. Vì thế, canh tác trên đất tốt và trung bình sẽ có lợi nhuận siêu ngạch.
Địa tô chênh lệch có hai loại: địa tô chênh lệch I và địa tô chênh lệch II.
- Địa tô chênh lệch I là loại địa tô thu được trên những ruộng đất điều kiện tự nhiên thuận lợi. Chẳng hạn, có độ màu mỡ tự nhiên thuận lợi (trung bình và tốt) và có vị trí địa lý gần nơi tiêu thụ hay gần đường giao thông.
- Địa tô chênh lệch II là loại địa tô thu được gắn liền với thâm canh tăng năng suất, là kết quả của tư bản đầu tư thêm trên cùng một đơn vị diện tích.

Trong thời hạn hợp đồng, lợi nhuận siêu ngạch do đầu tư thâm canh đem lại thuộc nhà tư bản kinh doanh ruộng đất. Chỉ đến khi hết thời hạn hợp đồng, địa chủ mới tìm cách nâng giá cho thuê ruộng đất, tức biến lợi nhuận siêu ngạch do đầu tư thâm canh đem lại tức là địa tô chênh lệch II thành địa tô chênh lệch I. Tình trạng này dẫn đến mâu thuẫn đó là nhà tư bản thuê đất muốn kéo dài thời hạn thuê, còn địa chủ lại muốn rút ngắn thời hạn cho thuê. Do đó, trong thời gian thuê đất, nhà tư bản tìm mọi cách quay vòng, tận dụng, vắt kiệt độ màu mỡ đất đai.

## Địa tô tuyệt đối
Địa tô tuyệt đối là loại địa tô mà các nhà tư bản kinh doanh nông nghiệp tuyệt đối phải nộp cho địa chủ, dù ruộng đất đó tốt hay xấu, ở xa hay gần. Địa tô tuyệt đối là số lợi nhuận siêu ngạch dôi ra ngoài lợi nhuận bình quân, hình thành nên bởi chênh lệch giữa giá trị nông sản với giá cả sản xuất chung của nông phẩm.
Cơ sở của địa tô tuyệt đối là do cấu tạo hữu cơ của tư bản trong nông nghiệp thấp hơn trong công nghiệp. Còn nguyên nhân tồn tại địa tô tuyệt đối là do chế độ độc quyền sở hữu ruộng đất đã ngăn cản nông nghiệp tham gia cạnh tranh giữa các ngành để hình thành lợi nhuận bình quân.
Đơn cử là có hai tư bản trong nông nghiệp và trong công nghiệp đều là 100, cấu tạo hữu cơ tư bản trong nông nghiệp là 3/2, cấu tạo hữu cơ tư bản trong công nghiệp là 4/1. Giả sử m' = 100%, thì giá trị sản phẩm và giá trị thặng dư sản xuất ra trong từng lĩnh vực sẽ là:
- Trong công nghiệp: 80c + 20v + 20m = 120
- Trong nông nghiệp: 60c + 40v + 40m = 140

Giá trị thặng dư dôi ra trong nông nghiệp so với công nghiệp là: 20. Số chênh lệch này là lợi nhuận siêu ngạch, lợi nhuận siêu ngạch này không bị bình quân hoá mà chuyển hóa thành địa tô tuyệt đối.

## Địa tô độc quyền
Địa tô độc quyền là hình thức đặc biệt của địa tô tư bản chủ nghĩa. Địa tô độc quyền có thể tồn tại trong nông nghiệp, công nghiệp khai thác và ở các khu đất trong thành thị. Trong nông nghiệp, địa tô độc quyền có ở các khu đất có tính chất đặc biệt, cho phép trồng các loại cây đặc sản hay sản xuất các sản phẩm đặc biệt.
Trong công nghiệp khai thác, địa tô độc quyền có ở các vùng khai thác các kim loại, khoáng chất quý hiếm, hoặc những khoáng sản có nhu cầu vượt xa khả năng khai thác chúng. Trong thành thị, địa tô độc quyền có ở các khu đất có vị trí thuận lợi cho phép xây dựng các trung tâm công nghiệp, thương mại, dịch vụ, nhà cho thuê có khả năng thu lợi nhuận cao.
Nguồn gốc của địa tô độc quyền cũng là lợi nhuận siêu ngạch do giá cả độc quyền của sản phẩm thu được trên đất đai ấy, mà nhà tư bản phải nộp cho địa chủ.

## Ý nghĩa
Lý luận địa tô tư bản chủ nghĩa của Marx không chỉ vạch rõ bản chất của quan hệ sản xuất tư bản chủ nghĩa trong nông nghiệp mà còn là cơ sở khoa học để xây dựng các chính sách kinh tế liên quan đến thuế, đến điều tiết các loai địa tô, đến giải quyết các quan hệ đất đai. Nhằm kết hợp hài hòa các lợi ích, khuyến khích thâm canh, sử dụng đất đai tiết kiệm, phát triển một nền nông nghiệp hàng hóa sinh thái bền vững.